# Küstenbefehlshaber Deutsche Bucht
Küstenbefehlshaber Deutsche Bucht, ab September 1944 Kommandierender Admiral Deutsche Bucht war die Bezeichnung einer militärischen Dienststelle der deutschen Kriegsmarine und ihres Befehlshabers. Ihm oblag die Küstenverteidigung der deutschen und von Teilen der dänischen und niederländischen Nordseeküste von Februar 1941 bis zum Ende des Zweiten Weltkriegs. Er unterstand dem Chef der Marinestation der Nordsee. Das Hauptquartier befand sich zunächst in Wilhelmshaven, ab 1943 in Cuxhaven.

## Geschichte
Die Dienststelle entstand im Februar 1941 durch Umbenennung des vormaligen Küstenbefehlshabers Ostfriesland bei gleichzeitiger Unterstellung des Befehlsbereichs des vormaligen Küstenbefehlshabers Nordfriesland. Der wiederum erhielt mit seinem Stab die Aufgabe des Marinebefehlshabers Griechenland. Dem Küstenbefehlshaber Deutsche Bucht unterstanden direkt zehn Abschnitte und eine größere Zahl weiterer Marine-Landverbände.
Im September 1944 wurde der Küstenbefehlshaber Deutsche Bucht umbenannt in Kommandierender Admiral Deutsche Bucht. Im November 1944 wurden drei Seekommandanturen als Zwischenebene zwischen dem Kommandierenden Admiral und den Abschnitten eingerichtet.

## Befehlshaber
Den Dienstposten des Küstenbefehlshabers Deutsche Bucht bzw. des Kommandierenden Admirals Deutsche Bucht hatten folgende Offiziere inne:
- Februar 1941 – Juni 1942 Konteradmiral/Vizeadmiral Johannes Bachmann (ehemaliger Küstenbefehlshaber Ostfriesland)
- Juni 1942 – Januar 1943 Kapitän zur See/Konteradmiral Gustav Kieseritzky
- 13. Januar – 22. Juni 1943 Vizeadmiral Hans-Hubertus von Stosch
- Juni 1943 – Februar 1945 Konteradmiral/Vizeadmiral Ernst Scheurlen
- Februar – März 1945 Konteradmiral Rolf Johannesson (in Vertretung, zugleich Kommandant der Seeverteidigung Elbe-Weser)
- März – Mai 1945 Vizeadmiral Gustav Kleikamp

### Chefs des Stabes
- Kapitän zur See Archibald Goetz: von der Aufstellung bis November 1941, anschließend Kommandant im Abschnitt Emden und zugleich Kommandeur des 6. Marineflakregiments
- Kapitän zur See Werner Peters: von November 1941 bis März 1943
- Fregattenkapitän/Kapitän zur See Richard Leffler: von Mai 1943 bis Mai 1944
- Kapitän zur See Hermann Menzel: von Juni 1944 bis zur Auflösung

## Unterstellte Verbände Februar 1941 bis November 1944
Der Kommandobereich des Küstenbefehlshabers Deutsche Bucht war in sieben Abschnitte gegliedert, denen wiederum kleinere Verbände unterstanden. Außerdem unterstanden ihm mehrere weitere Abteilungen direkt.

### Direkt unterstellte Abteilungen
- 8. Ersatz-Marineartillerieabteilung (vom Küstenbefehlshaber Nordfriesland, Husum), aufgelöst im Mai 1943
- Marinebaubataillon 314, ab Ende 1942 Marinefestungspionierbataillon 314 (Cuxhaven-Sahlenburg)
- Marineflugmeldeabteilung Deutsche Bucht (2. Marineflugmeldeabteilung), gebildet im Mai 1941 durch Zusammenlegung der
  - Marineflugmeldeabteilung Ostfriesland und der
  - Marineflugmeldeabteilung Nordfriesland (vom Küstenbefehlshaber Nordfriesland)
- 6. Marinekraftfahrabteilung (Wilhelmshaven), bis Juni 1941 anschließend zum Admiral Ostland zugeteilt
- 2. Marinekraftfahrlehrabteilung (Norden), ab Mai 1941 2. Marinekraftfahrausbildungsabteilung, Standortwechsel nach Cuxhaven und später Hülsen an der Aller
- Marineluftschutzschule (Cuxhaven-Duhnen)

### Abschnitt Borkum
Verantwortlich für die Insel Borkum und die niederländische Insel Rottum.
- Hafenschutzflottille Borkum
- Marineartillerieabteilung 116
- Marineflakabteilung 216

### Abschnitt Emden
Zum Abschnitt Emden gehörte der westliche Teil der ostfriesischen Halbinsel ohne die vorgelagerten Inseln. Hinzu kamen die niederländischen Provinzen Friesland, Gelderland, Groningen, Overijssel und Utrecht einschließlich der Inseln Schiermonnikoog, Ameland, Terschelling und Vlieland.
- Hafenkommandant Delfzijl
- Hafenkommandant Groningen (aufgehoben im September 1941)
- Hafenkommandant Harlingen
- 6. Marineflakregiment (Emden) aufgestellt im März 1942
  - Marineflakabteilung 236 (Emden) mit Flakbatterie Wykoff, Flakbatterie Kalahari, Flakbatterie Sambesi, Flakbatterie Hamswehrum, Flakbatterie Uphusen, Flakbatterie Kapelle, Flakbatterie Hinte, Flakbatterie Tholenswehr, Flakbatterie Petkum
  - Marineflakabteilung 246 (Harlingen)
  - Marineflakabteilung 256 (Delfzijl) mit Flakbatterie Nansum, Flakbatterie Delfzijl, Flakbatterie Termunten
  - Marineflakabteilung 266 (Westerhusen) mit Flakbatterie Wybelsum, Flakbatterie Constantia,  Flakbatterie Groß-Midlum, Flakbatterie Larrelt, Flakbatterie Knock
  - Marineflakabteilung 276 (Kanalpolder) mit Flakbatterie Dollart Süd, Flakbatterie Dyksterhusen, Flakbatterie Pogum, Flakbatterie Kanalpolder
- 6. Ersatz-Marineartillerieabteilung (Emden), 1941 zunächst nach Assen, später nach Groningen verlegt und am 1. September 1943 in 24. Schiffsstammabteilung umbenannt
- 8. Marinekraftfahrabteilung (Emden)

Von November 1941 bis August 1943 war der ehemalige Chef des Stabes des Küstenbefehlshaber Deutsche Bucht, Kapitän zur See Archibald Goetz, Kommandant im Abschnitt Emden und zugleich Kommandeur des 6. Marineflakregiments.

### Abschnitt Norderney
Zum Abschnitt Norderney gehörten die Inseln Norderney, Baltrum und Juist.
- Marineflakabteilung 226 (Norderney)

### Abschnitt Wangerooge

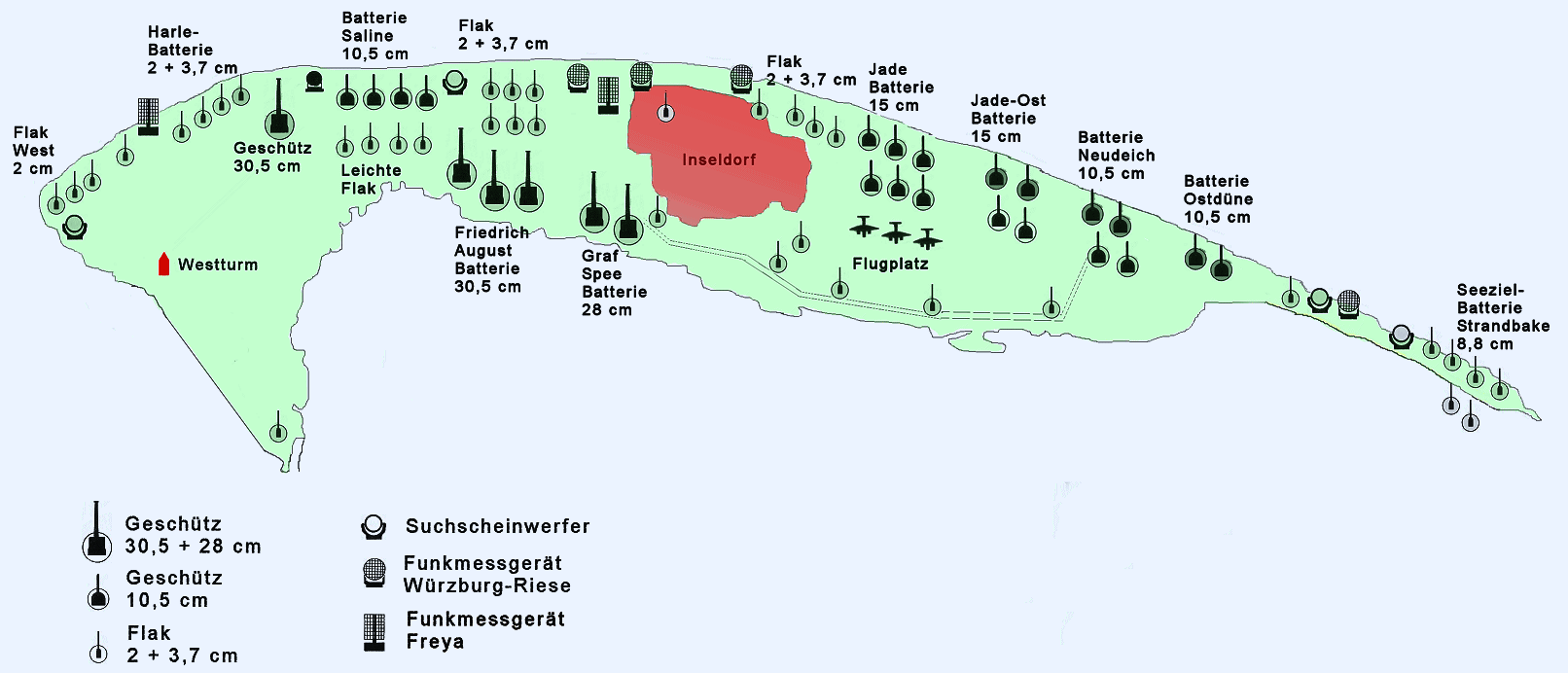
Verteilung der Geschützstellungen auf Wangerooge im Zweiten Weltkrieg

Zum Abschnitt Wangerooge gehörten die Inseln Wangerooge, Spiekeroog, und Langeoog. Alle Truppen lagen auf Wangerooge.
- Marineartillerieabteilung 132
- Marineflakabteilung 232
- 2. Leichte Flakausbildungsabteilung

### Abschnitt Wilhelmshaven

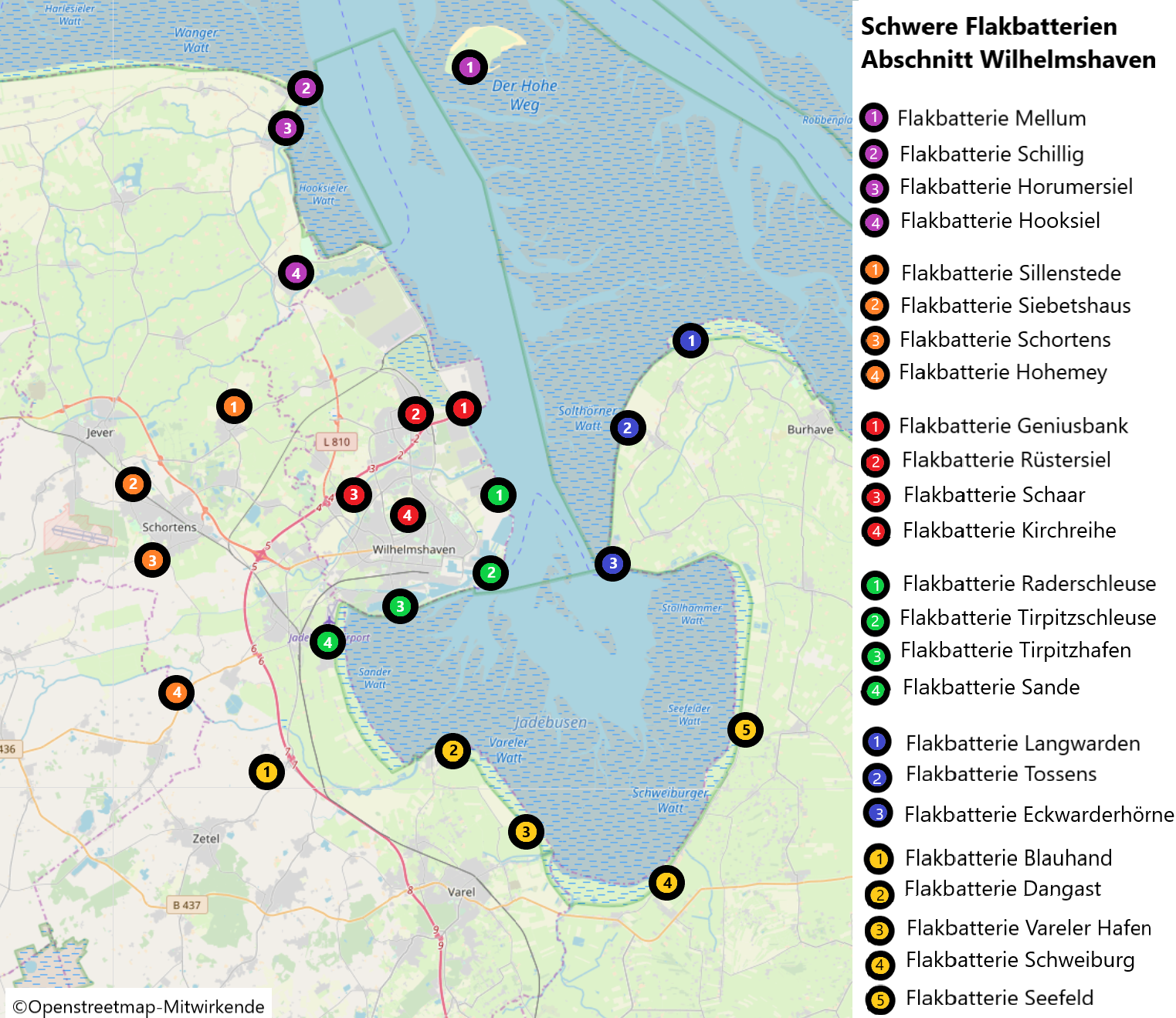
Position der Flakbatterien im Abschnitt Wilhelmshaven

Zum Abschnitt Wilhelmshaven gehörte der östliche Teil der ostfriesischen Halbinsel ohne die vorgelagerten Inseln.
- Hafenschutzflottille Wilhelmshaven
- Wehrmachtskommandant Wilhelmshaven
- 2. Marineflakregiment (Wilhelmshaven), ab 1. Mai 1942 II. Marineflakbrigade
  - Marineflakabteilung 212 (Wilhelmshaven, Fortifikationsstraße) mit Flakbatterie Kirchreihe, Flakbatterie Geniusbank, Flakbatterie Rüstersiel und Flakbatterie Schaar
  - Marineflakabteilung 222 (Vareler Hafen) mit Flakbatterie Seefeld, Flakbatterie Schweiburg, Flakbatterie Dangast, Flakbatterie Vareler Hafen, Flakbatterie Blauhand und der schwimmenden Flakbatterie Medusa
  - Marineflakabteilung 232 (Wilhelmshaven, Westwerft) mit Flakbatterie Tirpitzhafen, Flakbatterie Tirpitzschleuse, Flakbatterie Raederschleuse und Flakbatterie Sande
  - Marineflakabteilung 252 (Heidmühle) mit Flakbatterie Hohemey, Flakbatterie Schortens, Flakbatterie Siebetshaus und Flakbatterie Sillenstede
  - Marineflakabteilung 262 (Wilhelmshaven, Schleusen/Westwerft), am 1. November 1943 aufgelöst, Übergabe der Flakbatterien Sande, Tirpitzhafen und Tirpitzschleuse an Marineflakabteilung 232.
  - Marineflakabteilung 272 (Tossens) mit Flakbatterie Kilwa, Flakbatterie Eckwarderhörne und Flakbatterie Langwarden
  - Marineflakabteilung 282 (Hooksiel) mit Flakbatterie Schillig, Batterie Horumersiel, Flakbatterie Hooksiel, Flakbatterie Mellum und der schwimmenden Flakbatterie Arcona
- 2. Ersatz-Marineartillerieabteilung (Wilhelmshaven)
- 2. Marinekraftfahrabteilung (Wilhelmshaven)
- Marinelandesschützenabteilung (Wilhelmshaven)
- 2. Marinefeuerschutzabteilung (Wilhelmshaven)

### Abschnitt Wesermünde-Bremerhaven

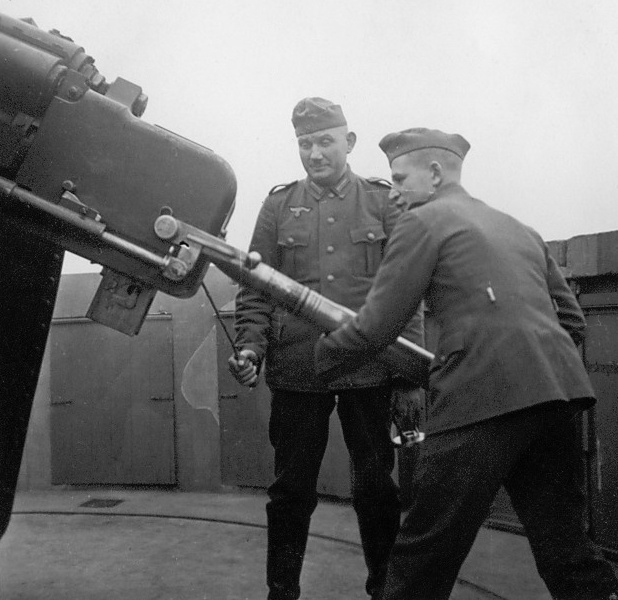
Geschützexerzieren der Marineflakabteilung 244

Zum Abschnitt Wesermünde, ab September 1943 Abschnitt Wesermünde-Bremerhaven gehörte das Küstengebiet östlich der Weser.
- Marineflakabteilung 244 (Wesermünde) mit Flakbatterie Langen, Flakbatterie Weddewarden, Flakbatterie Spaden, Flakbatterie Schiffdorf
- Marineflakabteilung 264 (Wesermünde) ab April 1943 mit Flakbatterie Stotel, Flakbatterie Langlütjen, Flakbatterie Grebswarden, Flakbatterie Ellwürden

### Abschnitt Helgoland
Zum Abschnitt Helgoland gehörte die Insel Helgoland einschließlich der benachbarten Düne.
- Marineartillerieabteilung 122
- Marineflakabteilung 242

### Abschnitt Cuxhaven
Verantwortlich für die Südseite der Elbmündung einschließlich der Inseln Scharhörn und Neuwerk. Alle Einheiten wurden vom aufgelösten Küstenbefehlshaber Nordfriesland übernommen.
- Hafenschutzflottille Cuxhaven
- 4. Ersatz-Marineartillerieabteilung (Cuxhaven)
- Marineflakabteilung 214 (Cuxhaven) mit Flakbatterie Stand Heide, Flakbatterie Kugelbake, Flakbatterie Drangst, Flakbatterie Neufeld
- 4. Marinekraftfahrabteilung (Cuxhaven)

### Abschnitt Brunsbüttel
Zum Abschnitt Brunsbüttel gehörte die nördliche Seite der Elbmündung und die schleswig-holsteinische Westküste südlich der Eidermündung. Alle Einheiten, bis auf die 10. Marinenebelabteilung, wurden vom aufgelösten Küstenbefehlshaber Nordfriesland übernommen.
- 4. Marineflakregiment (Brunsbüttel) (Die Aufgabe des Regimentskommandeurs wurde durch den Kommandanten im Abschnitt wahrgenommen.)
  - Marineflakabteilung 224 (Wilhelmsburg-Hademarschen) mit Flakbatterie Eggstedt, Flakbatterie Hohenhörn, Flakbatterie Grossenrade, Flakbatterie Wacken
  - Marineflakabteilung 254 (Sandhayn) mit Flakbatterie Kuden, Flakbatterie Ramhusen, Flakbatterie Blagenmoor, Flakbatterie Altenkoog, Flakbatterie Stuven
  - Marineflakabteilung 274 (Brunsbüttel) mit Flakbatterie Wilhelmkoog, Flakbatterie Neufelderkoog, Flakbatterie Groden, Flakbatterie Arkona
  - Marineflakabteilung 294 (Balje) mit Flakbatterie Altenbruch, Flakbatterie Oste, Flakbatterie Altenwisch, Flakbatterie Brösum, Flakbatterie Krummendeich, Flakbatterie Westereck, Flakbatterie Artilleriearsenal
  - 10. Marinenebelabteilung (Brunsbüttel-Zweidorf)

### Abschnitt Sylt
Zum Abschnitt Sylt gehörten die deutschen Nordfriesischen Inseln und die Insel Römö. Das Stabsquartier befand sich in Westerland auf Sylt. Alle Einheiten wurden vom aufgelösten Küstenbefehlshaber Nordfriesland übernommen.
- Marineartillerieabteilung 134 (Vogelkoje/Klappholttal)
- 8. Marineflakregiment (Westerland) bis April 1943
- Marineflakabteilung 234 (Blidsel, später Westerland)
- Marineflakabteilung 264 (Hörnum/Puan Klent), aufgelöst im April 1943. Die Batterien wechselten zur Marineflakabteilung 234

## Umgliederungen
In den letzten Kriegsmonaten wurde die Kriegsmarine umgegliedert, wobei der Küstenbefehlshaber im September 1944 in Kommandierender Admiral Deutsche Bucht umbenannt wurde. Die vorgesetzte Marinestation der Nordsee war bereits im Februar 1943 in Marineoberkommando Nord umbenannt worden. Zur Begrenzung der Führungsspanne wurden im November 1944 drei Seekommandanturen aufgestellt, die als Zwischenebene zwischen dem Kommandierenden Admiral Deutsche Bucht und den Abschnitten fungierten. Außerdem unterstanden dem Kommandierenden Admiral einzelne Abteilungen direkt:
- Marineflugmeldeabteilung Deutsche Bucht (2. Marineflugmeldeabteilung)
- 2. Marinekraftfahrausbildungsabteilung, (Hülsen an der Aller)
- 4. Marinekraftwageneinsatzabteilung, ab März 1945 als 5. Abteilung zum Kommando der Kleinkampfmittel
- Kommandant der Seeverteidigung Ostfriesland
  - Abschnitt Borkum
  - Abschnitt Emden
  - Abschnitt Norderney
  - Abschnitt Wangerooge
  - Abschnitt Wilhelmshaven
- Kommandant der Seeverteidigung Elbe-Weser
  - Abschnitt Helgoland
  - Abschnitt Wesermünde-Bremerhaven
  - Abschnitt Cuxhaven
  - Abschnitt Brunsbüttel
- Kommandant der Seeverteidigung Nordfriesland
  - Abschnitt Sylt
  - Abschnitt Friedrichstadt

Zusätzlich war nach der Auflösung des Befehlshaber der Sicherung der Nordsee ab Januar 1945 die 5. Sicherungs-Division dem Kommandierenden Admiral Deutsche Bucht unterstellt.

## Bekannte Personen (Auswahl)
- Heinz Kühnle: 1941 bis 1943 in der 4. Marinekraftwageneinsatzabteilung